# Шидлівка (Красненський район)
Шидлівка (рос. Шидловка) — село у Красненському районі Бєлгородської області Російської Федерації.
Населення становить 12 осіб. Входить до складу муніципального утворення Новоуколовське сільське поселення.

## Історія
Населений пункт розташований у східній частині української суцільної етнічної території — східній Слобожанщині.
Згідно із законом від 20 грудня 2004 року № 159 від 20 грудня 2004 року органом місцевого самоврядування було Новоуколовське сільське поселення.

## Населення
| 2002 | 2010 |
| ---- | ---- |
| 27   | ↘12  |